# Yūhei Ōtsuki
Yūhei Ōtsuki (japanisch 大槻 優平 Ōtsuki Yūhei; * 6. Mai 1988 in Fukuchiyama) ist ein ehemaliger japanischer Fußballspieler.

## Karriere
Ōtsuki erlernte das Fußballspielen in der Jugendmannschaft von Kyoto Sanga FC und der Universitätsmannschaft der Hamamatsu-Universität. Seinen ersten Vertrag unterschrieb er 2012 bei Zweigen Kanazawa. Der Verein spielte in der dritthöchsten Liga des Landes, der Japan Football League. Am Ende der Saison 2013 stieg der Verein in die J3 League auf. 2014 wurde er mit dem Verein Meister der J3 League und stieg in die J2 League auf. Für den Verein absolvierte er 124 Ligaspiele. Ende 2017 beendete er seine Karriere als Fußballspieler.